# St. Nikolaus (Dettendorf)

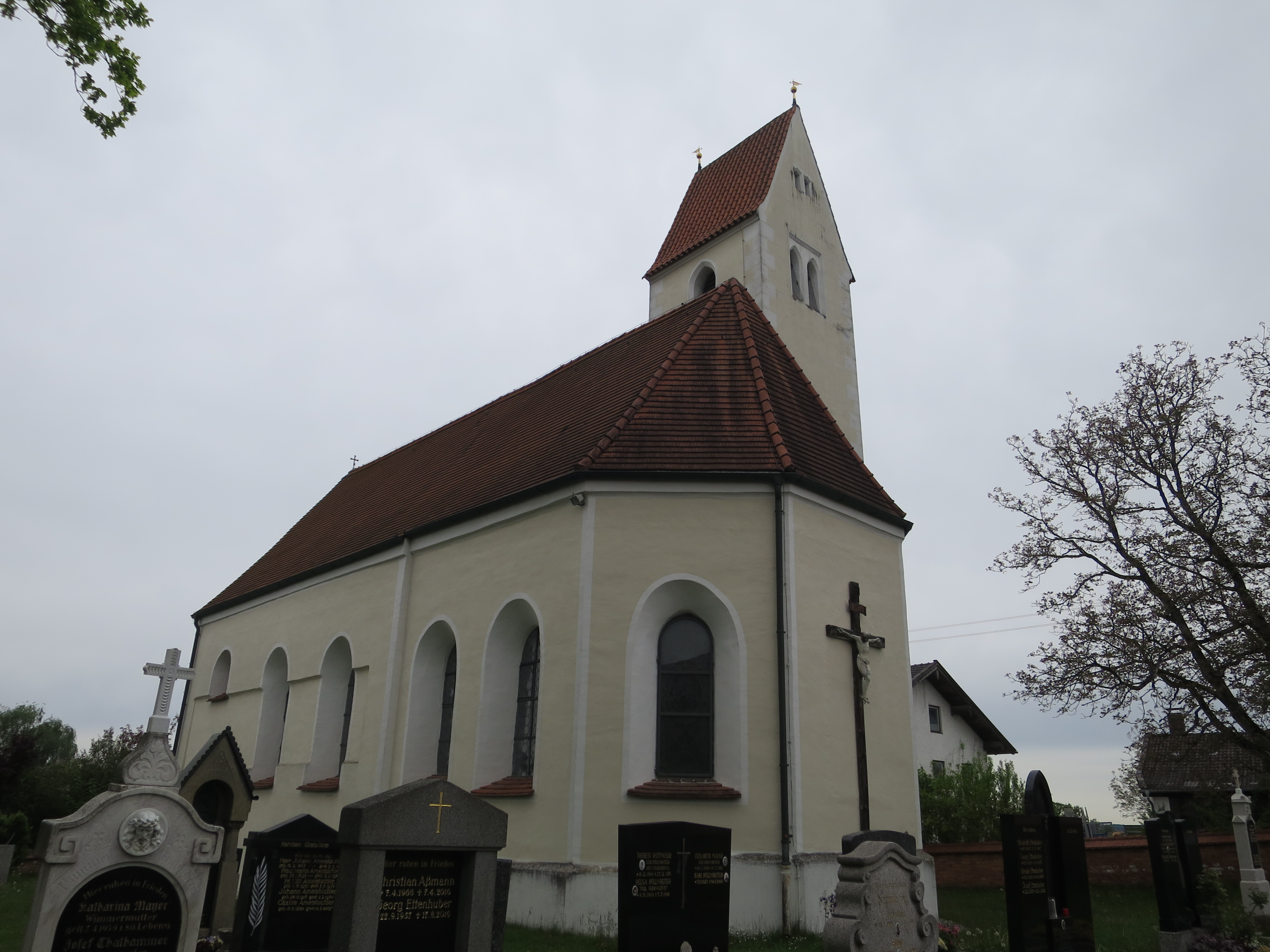
St. Nikolaus in Dettendorf

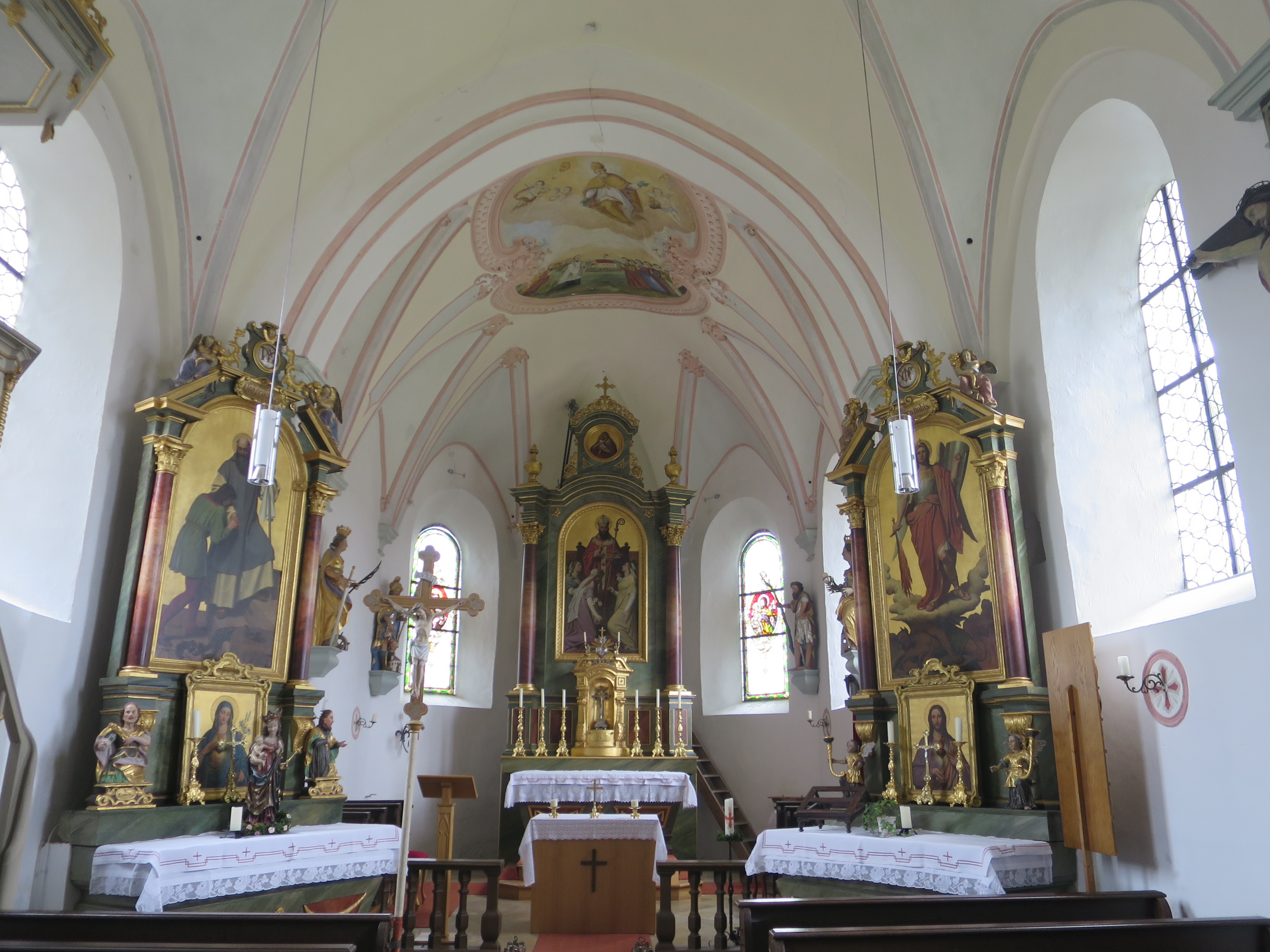
Altäre

Die römisch-katholische Filialkirche St. Nikolaus steht in Dettendorf, einem Gemeindeteil von Tuntenhausen im oberbayerischen Landkreis Rosenheim. Das Bauwerk ist Baudenkmal unter der Nr. D-1-87-179-18 eingetragen. Die Kirche gehört zum Erzbistum München und Freising.

## Beschreibung
Die Saalkirche besteht aus einem romanischen Langhaus, einem spätgotischen, dreiseitig geschlossenen Chor im Osten und einem spätgotischen Chorflankenturm an der Nordwand des Chors, dessen oberstes Geschoss den Glockenstuhl mit drei Kirchenglocken beherbergt, und der mit einem Satteldach bedeckt ist. 
Der Innenraum des Langhauses ist mit einem Stichkappengewölbe überspannt. An der Brüstung der unteren Empore hängen 12 Kreuzwegstationen. Auf der oberen Empore steht die Orgel. Auf neobarocken Glasmalereien sind Antonius von Padua und Josef von Nazaret dargestellt. Die Statuen der Katharina von Alexandrien, des Florian von Lorch und des Christophorus und der Barbara von Nikomedien entstanden in der zweiten Hälfte des 17. Jahrhunderts. Die Altäre und die Kanzel entstanden 1866 in barocken Formen. Das Altarretabel eines Seitenaltars hat 1866 Josef Zenker bemalt. Ein Tafelbild aus der ersten Hälfte des 18. Jahrhunderts zeigt Simon Petrus.